# Власи Власковски
Вла̀си Вла̀сков Вла̀сковски (1883 – 1959) е български политик и общественик.

## Биография
Власи Власковски е роден на 15 януари 1883 г. в гр. Троян. Наемен работник (обущарски чирак) от 15-годишна възраст. Член на БРСДП от 1898 г. Един от учредителите на партийната организация на БРСДП в Троян и неин пръв секретар. През 1906 г. учредява обущарския синдикат в гр. Троян. През 1906 – 1908 г. е миньор в САЩ и Канада. По време на престоя си в САЩ Власковски става член на социалистическата синдикална организация Световни индустриални работници (Industrial Workers of the World (IWW), където натрупва опит в синдикалната дейност. След завръщането си в България, през 1911 г. като мажоритарен кандидат печели изборите за Велико народно събрание в Троян и става единственият депутат, представител на тесните социалисти във V – о Велико НС. Като депутат произнася няколко речи, редактирани от Димитър Благоев, с които се обявява срещу промените в Търновската конституция, даващи извънредни правомощия на цар Фердинанд и издига лозунга за република. Взима участие в Балканските войни през 1912-1913 като се ангажира с анти-военна дейност на фронта, чрез сформиране на социалистическа група, която разпространява текстове и агитира против продължаването на войната. Групата е особено активна против започване на Междусъюзническата война, стъпвайки върху широкото разпространение на анти-военни нагласи сред войниците. Участва в Първата световна война като подофицер. Власковски участва в антивоенната дейност на БРСДП (т.с.) на фронта като разпространява брошури и агитира против продължаването на конфликта. След войната Власковски заема водеща роля в регионалната организация на БКП в Троянския регион. Пълномощник е на ЦК на БКП в Ловешка и Троянска околия при организиране на Транспортната стачка 1919 – 1920 г. Помощник-кмет на Троян (1932 – 1933). През 1942 – 1944 г. ръководи нелегалния комитет на ОФ в Троян. През 1946 – 1949 г. е народен представител в VI – о Велико народно събрание, което премахва монархията. Умира в Троян на 14 март 1959 г.
Родната му къща в Троян е обявена за паметник на културата и в нея е настанен Музеят на занаятите.
През 1948 г. е удостоен с орден „Народна свобода 1941 – 1944 г.“ – „за 50-годишна вярна и всеотдайна служба на народа и за неотклонна и непримирима борба с народните врагове“.